# Kazuki Aoyanagi
Kazuki Aoyanagi (青柳 憲輝, Aoyanagi Kazuki, Tochigi, 21 février 1989) est un coureur cycliste japonais.

## Palmarès
- 2007
  - 3e du Tour d'Okinawa juniors
- 2008
  - 2e de championnat collegiate Japon sur route
- 2009
  - 2e de championnat du Japon du contre-la-montre espoirs
- 2011
  - Taiwan Cup
  - Mitoyo course sur route dans le lac Hozan
- 2014
  - JBCF contre-la-montre par équipe de Nanki Shirahama
- 2015
  - JBCF critérium d'Oita

## Classements mondiaux
| Année         | 2008 | 2009 | 2010 |
| ------------- | ---- | ---- | ---- |
| UCI Asia Tour | 316e |      | 340e |